# Hinnøya

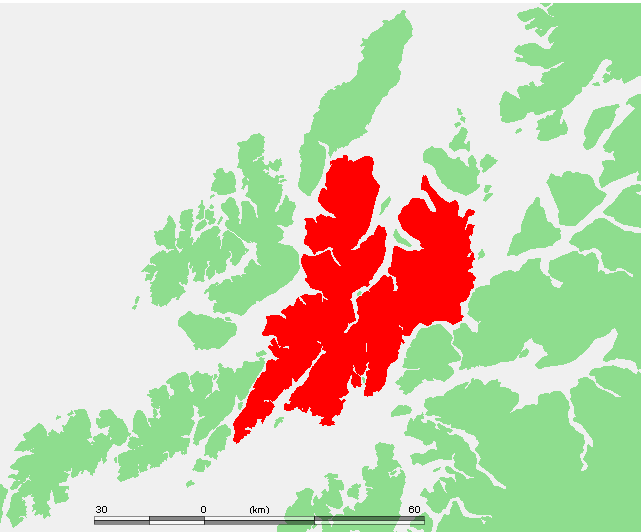
Karta över Hinnøyas läge i Norge

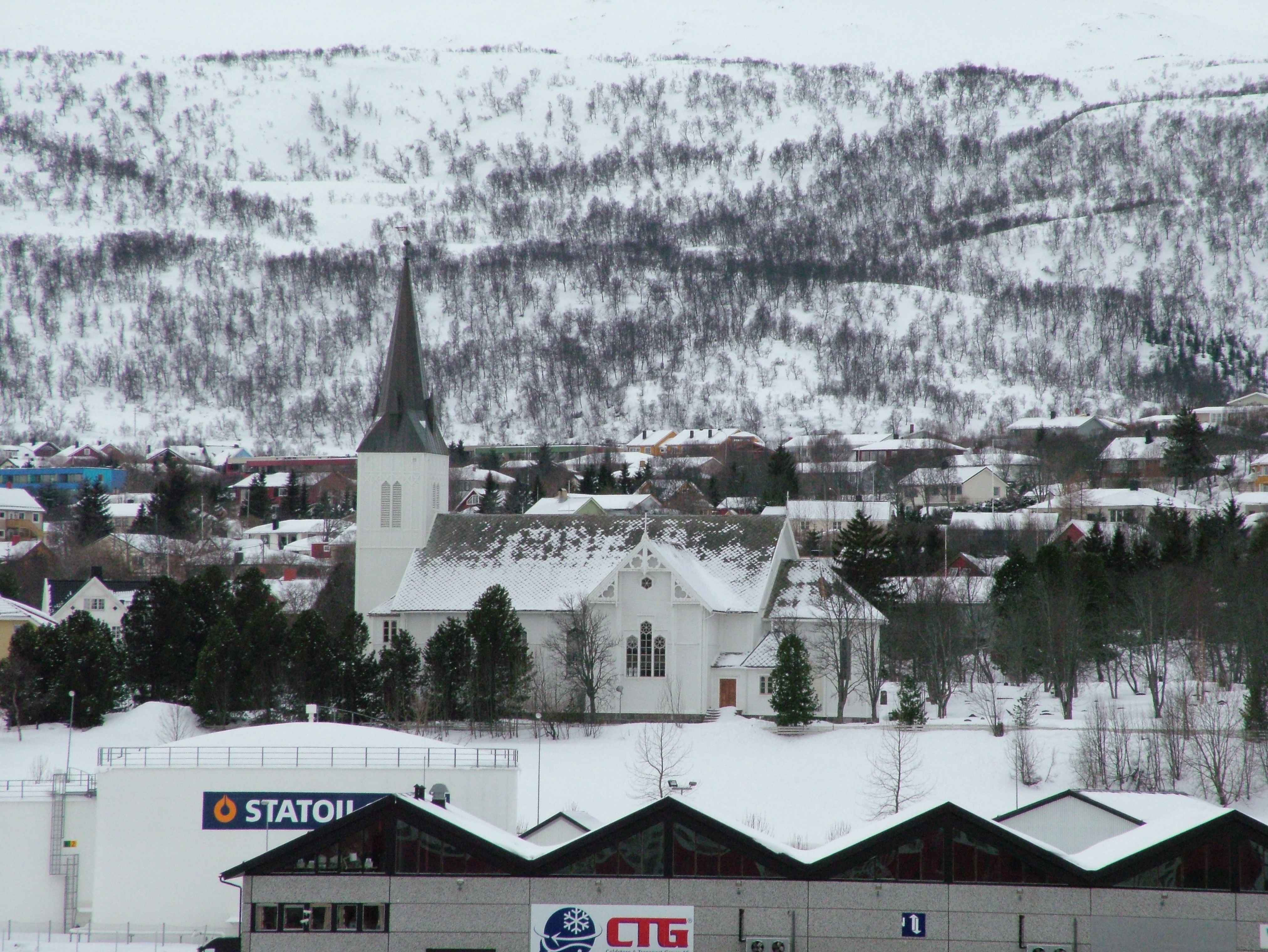
Sortland på vintern

Hinnøya (nordsamiska: Iinnasuolu) är Norges största ö (bortsett från de tre största öarna i ögruppen Svalbard). Ytan är 2 198 km², varav 1 265 km² i Nordland fylke och 933 km² i Troms fylke. Området är delat mellan kommunerna Andøy, Hadsel, Lødingen, Sortland, Tjeldsund och Vågan i Nordland fylke, och Harstad och Kvæfjord i Troms fylke.  2021 hade ön 32 873 invånare.

## Geografi
Hinnøya skiljs från fastlandet i öster genom Tjeldsundet. Söder om Hinnøya finns Vestfjorden; i sydost skiljer Tjeldsundets södra del ön från Tjeldøya. I väst går Raftsundet och skiljer ön från Austvågøy; längre norrut skiljer Hadselfjorden og Sortlandssundet Hinnøya frå Hadseløya och Langøya, och i nordväst går Risøysund mellan Hinnøya och Andøya.
Hinnøya har fastlandsförbindelse genom Tjeldsundsbron. Ön har också broförbindelse med Risøyhamn på ön Andøya.
Norrifrån tränger sig den breda och öppna Kvæfjorden med den trånga armen Gullesfjorden cirka 50 km söderut in i Hinnøya. 5–7 km långa, låga näs skiljer fjordens innerdel från inre delarna av Kanstadfjorden och Øksfjorden, som tränger sig  16 respektive 20 km norrut från Vestfjorden. I övrigt är Hinnøyas kust - speciellt på västra sidan - full med en mängd trånga småfjordar.
Ön är berglänt. Møysalen (1 262 m ö.h. ) är det högsta berget.